# Rhabdoclytus acutivittis
Rhabdoclytus acutivittis är en skalbaggsart. Rhabdoclytus acutivittis ingår i släktet Rhabdoclytus och familjen långhorningar.

## Underarter
Arten delas in i följande underarter:
- R. a. acutivittis
- R. a. inscriptus